# آقای دیدز
آقای دیدز (انگلیسی: Mr. Deeds) فیلمی در ژانر کمدی رمانتیک به کارگردانی استیون بریل است که در سال ۲۰۰۲ منتشر شد.

## بازیگران
- آدام سندلر
- وینونا رایدر
- پیتر گلگر
- جرید هاریس
- آلن کاورت
- اریک آواری
- جان تورتورو
- کونچتا فرل
- استیو بوشمی
- جان مک‌انرو
- بلیک کلارک